# 南相木村
南相木村（日语：／ Minamiaiki mura */?）為日本長野縣南佐久郡的自治体之一。